# Сонетти, Недо
Недо Сонетти (итал. Nedo Sonetti; 25 февраля 1941, Пьомбино, Италия) — итальянский футбольный тренер.

## Карьера
В качестве футболиста выступал на позиции полузащитника. Большую часть карьеры Сонетти провел в «Реджине» в Серии B.
Завершив играть, Соннетти приступил к тренерской деятельности. Долгое время он успешно работал с командами из низших лиг, после чего наставник возглавил «Аталанту», которую с ходу вывел в Серии А и три года удерживал её в ней и доводил до финала кубка страны. В 1987 году Сонетти сменил югослава Бору Милутиновича в «Удинезе».
В дальнейшем специалист работал с другими клубами из элиты итальянского футбола: «Торино», «Лечче» (дважды), «Кальяри» (трижды), «Анконой» и «Асколи». На родине Сонетти получил славу, как один из самых известных «тренеров-пожарников», помогавший клубам выбираться из сложных турнирных ситуаций. За это качество он получил прозвище «Харон из Пьомбино». В работе отличался жетскостью и принципиальностью.
Последней командой в карьере наставника в 2010 году была «Виченца», откуда его уволили уже после трех туров. В том же году Президент «Ливорно» Альдо Спинелли рассматривал Сонетти в качестве возможных кандидатов на пост главного тренера клуба.
Осенью 2015 года 74-летний специалист занимал должность технического директора коллектива Серии С «Павия».

## Достижения
- Финалист Кубка Италии (1): 1986/87.
- Чемпион Серии B (1): 1983/84.